# Rhegmoclema cooki
Rhegmoclema cooki är en tvåvingeart som beskrevs av Roger A. Hutson 1970. Rhegmoclema cooki ingår i släktet Rhegmoclema och familjen dyngmyggor. Inga underarter finns listade i Catalogue of Life.